# Gunung Rancak
Gunung Rancak is een bestuurslaag in het regentschap Sampang van de provincie Oost-Java, Indonesië. Gunung Rancak telt 7587 inwoners (volkstelling 2010).